# Ozothamnus
Ozothamnus là một chi thực vật có hoa trong họ Cúc (Asteraceae).

## Loài
Chi Ozothamnus gồm các loài: